# Hilda Strike
Hilda Gwendolyn Strike, coniugata Sisson (Montréal, 1º settembre 1910 – Ottawa, 9 marzo 1989), è stata una velocista canadese, vincitrice della medaglia d'argento nei 100 metri piani ai Giochi olimpici di Los Angeles nel 1932.

## Biografia
Nei giochi olimpici statunitensi del 1932 nella gara dei 100 metri piani giunse in seconda posizione dietro a Stanisława Walasiewicz (medaglia d'oro).
Nella staffetta 4×100 metri vinse l'argento con Mildred Fizzell, Lillian Palmer e Mary Frizzell.
Entrò nella Canada's Sports Hall of Fame.

## Palmarès
| Anno | Manifestazione  | Sede        | Evento      | Risultato | Prestazione | Note |
| ---- | --------------- | ----------- | ----------- | --------- | ----------- | ---- |
| 1932 | Giochi olimpici | Los Angeles | 100 metri   | Argento   | 11”9        |      |
| 1932 | Giochi olimpici | Los Angeles | 4×100 metri | Argento   |             |      |